# 里阿斯龙
里阿斯龍（"Liassaurus"）是侏羅紀早期恐龍的一屬，生存於當時的歐洲，有可能是屬於角鼻龍下目。模式種是休尼氏里阿斯龍（"L. huenei"）是由Samuel Welles, H.P. Powell及Stephan Pickering在1995年首次提到，估計牠有6米長。
里阿斯龍的名字是來自侏羅紀早期的另一個名字「里阿斯統」。里阿斯龍被估計生存於2億年前的錫內穆階。雖然牠的名字可追溯至1995年的文獻，但由於從未被正式描述，所以牠是一個無資格名稱。種小名是為紀念知名的古生物學家休尼（Friedrich von Huene）。里阿斯龍有可能其實是肉龍。

## 外部連結
- Dinosaur Mailing List簡單介紹里阿斯龍 （页面存档备份，存于）
- 里阿斯龍（德文）
- Theropoda Thescelosaurus